# Герб Вильяндимаа
Герб Вильяндимаа — официальный символ уезда Вильяндимаа, одного из уездов Эстонии. Впервые принят в 1937 году, повторно — в 1996 году.

## Описание
В лазуревом поле серебряный орёл с золотыми лапами, клювом и языком, сжимающий в лапе меч. На груди орла изумрудный щиток с тремя золотыми колосьями.

## История
В 1928 году был проведён конкурс по созданию герба уезда, по итогам которого 2 февраля 1928 года Совет самоуправления и управа уезда одобрили проект под девизом «Käesolev» («Настоящее время», «Сегодня»), представлявший собой изображение в чёрном щите серебряного орла воздетыми крыльями, держащего в правой лапе восточный меч, а в левой – лазоревый (синий) щиток с тремя золотыми колосьями. Этот герб  был утвержден Правительством Республики 24 марта 1929 года. Новый герб был разработан Гюнтером Рейндорфом и утверждён Постановлением Главы государства № 52 от 5 февраля 1937 года. От современного он отличался наличием золотой четырёхконечной звезды над орлом. Белый орёл с поднятым мечом олицетворял духовную силу эстонского вождя Лембиту и борьбу за свободу, колосья — плодородие земли.
26 августа 1996 года Государственная канцелярия Эстонской Республики зарегистрировала современный герб , которым стал герб 1937 года без звезды.